# Safiental
Safiental (retorom. Val Stussavgia) – miejscowość i gmina w Szwajcarii, w kantonie Gryzonia, w regionie Surselva. Powstała 1 stycznia 2013 z połączenia gmin Valendas, Versam, Safien i Tenna.

## Demografia
W Safientalu mieszkają 952 osoby. W 2020 roku 5,2% populacji gminy stanowiły osoby urodzone poza Szwajcarią. 

## Współpraca
Miejscowość partnerska:
- Erlenbach, Zurych